# Sant'Elia Fiumerapido
Sant'Elia Fiumerapido è un comune italiano di 5 600 abitanti della provincia di Frosinone nel Lazio.

## Geografia fisica

### Clima
Classificazione climatica: zona C, 1311 GR/G

## Storia
Il nome di Sant'Elia è menzionato per la prima volta nel Chronicon Casinense all'epoca delle devastazioni saracene (866). In epoca romana l'attuale territorio santeliano era compreso in quello dell'antica Casinum, come documentano le superstiti iscrizioni.
Nel territorio sono stati rinvenuti reperti archeologici di epoca pre-romana e romana: mura poligonali del IV o III secolo a.C. (probabilmente appartenenti all'antica città sannita di Amiternum distrutta nel 293 a.C. dal console romano Spurio Carvilio), resti di due ponti romani, lunghi e ben conservati tratti di un acquedotto romano di epoca claudia (I secolo d.C.), resti di colonne e frontoni di ville ed edifici sacri romani, epigrafi latine.
La storia del paese si lega strettamente a quella del vicino Monastero benedettino di Montecassino: infatti fu fondato, su una collinetta alla sinistra del corso del fiume Rapido, dall'abate Mansone di Montecassino nell'anno 991 e prese il nome da una piccola chiesa dedicata al Santo Profeta, esistente all'epoca poco più a valle del nuovo paese, proprio nei pressi del fiume, dove ancora oggi è possibile ammirare la parte superiore di un ponte romano detto di Sant'Elia Vecchio.
La chiesetta, fondata nell'VIII secolo al tempo dell'abate Apollinare di Montecassino, ebbe a subire, assieme al villaggio che gli era attorno, devastazioni e distruzioni durante le scorrerie saracene dell'866. Ricostruita sul finire del X secolo, fu definitivamente distrutta durante la guerra fra aragonesi e angioini, nel 1495, per il possesso del Regno di Napoli.
Come parte dello Stato di San Germano, il domino della Abbazia di Montecassino, Sant'Elia fu interessato dalle vicende economiche oltre che politiche del monastero. In particolare gode di uno speciale primato per aver ospitato, almeno dal 1516, una cartiera che è stata operativa per quasi cinque secoli. La cartiera di Sant'Elia Fiumerapido fu gestita da cartai marchigiani dal 1516 e fu affiancata nel 1591 da una seconda cartiera quando ormai si erano formati mastri cartai santeliani. Il complesso cartario fu operativo fino agli anni Sessanta del XX secolo.
Nel 1862, per Regio Decreto, al nome Sant'Elia fu aggiunta la specificazione "sul Rapido" successivamente cambiata in "Fiumerapido".
L'8 dicembre del 1943, Sant'Elia Fiumerapido fu fatta oggetto di un furioso bombardamento aereo alleato. Il paese fu distrutto per il 91% e si ebbero 9 vittime civili, 50 militari e 116 feriti.

### Simboli
Lo stemma e il gonfalone sono stati concessi con decreto del presidente della Repubblica del 7 marzo 1975.
Nello stemma è raffigurato un albero di olivo sradicato, simbolo delle risorse agricole della terra; al di sopra della chioma, tre stelle rappresentano le frazioni di Valleluce, Olivella e Portella; il tronco è caricato di una ruota dentata, all'interno della quale è una mano che stringe un martello, indicante l'operosità del paese o le fabbriche che vi sorgevano nei secoli passati. Il gonfalone è un drappo di azzurro.

## Monumenti e luoghi d'interesse
Il centro storico di Sant'Elia è attraversato in tutta la sua lunghezza da via Angelo Santilli da cui si diramano, verso l'alto, dedali di vicoli e porticati che aggirano alle spalle la duecentesca chiesa madre di Santa Maria la Nova. Sono ancora ben visibili lunghi tratti delle mura di recinzione e di difesa dell'antico centro abitato con alcune torri ancora in buono stato o ben riconoscibili.
Le porte di accesso al vecchio "castellum" furono smantellate fra il XVIII e XIX secolo. Di quella che era rivolta verso sud, restano le vestigia ricomposte su un prato della villa comunale; di quella rivolta verso nord in fondo a via Angelo Santilli, resta uno stipite con capitello incassato in un muro di una casa; la terza, detta la Portella, è ancora intatta, rivolta verso ovest e giù in basso di fronte alla chiesa di Santa Maria la Nova.
Numerose anche le chiese e le cappelle romaniche, rinascimentali e barocche con affreschi e dipinti d'epoca: la già nominata chiesa di Santa Maria la Nova (XIII sec.), in pieno centro storico, con arricchimenti rinascimentali e barocchi: notevoli il seicentesco organo a canne, opera di Cesare Catarinozzi di Affile ed il coevo coro ligneo intarsiato da maestri intagliatori di Pescocostanzo; la romanica chiesetta di Santa Maria Maggiore (X sec.), un po' discosta dal paese, con affreschi bizantini dell'XI secolo e quelli medievali del XIII e XIV secolo, pavimento musivo di epoca desideriana (XI sec.) e altare con dipinto bizantineggiante; la settecentesca chiesa di Santa Maria dell'Ulivo, in contrada Olivella e in stile barocco, racchiudente una settecentesca tela dipinta dall'artista napoletano Lorenzo de Caro, raffigurante la visitazione della Madonna a Santa Elisabetta; l'ormai sconsacrata chiesa romanica di Ognissanti (X sec.) con affreschi bizantineggianti e del XIII e XIV secolo; i resti della distrutta chiesa di San Cataldo (X sec.), costruita all'epoca dai monaci basiliani di rito bizantino residenti nel monastero gisulfiano benedettino di Sant'Angelo in Valleluce (ormai abitazioni) (X sec.)Infine le cappelle affrescate di Santa Maria degli Angeli (XV e XVIII sec.), Madonna del Carmine (XVI sec.), Santa Maria di Palombara (XIII sec) e le due chiese di San Michele Arcangelo in Valleluce (X-XI sec.) e Santa Maria del Carmine in Portella (XIX sec.). 

### Architetture religiose

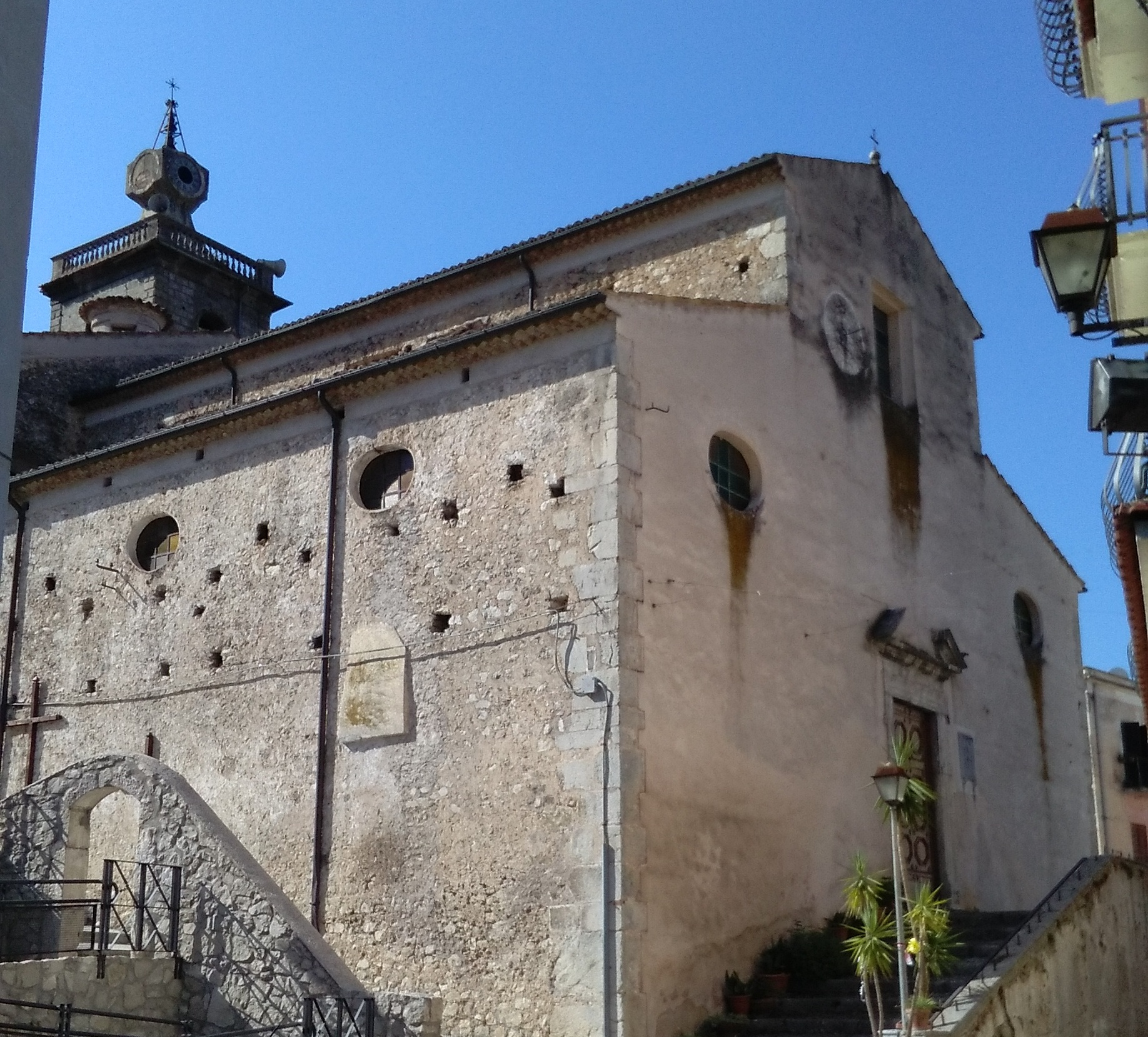
Chiesa di Santa Maria la Nova

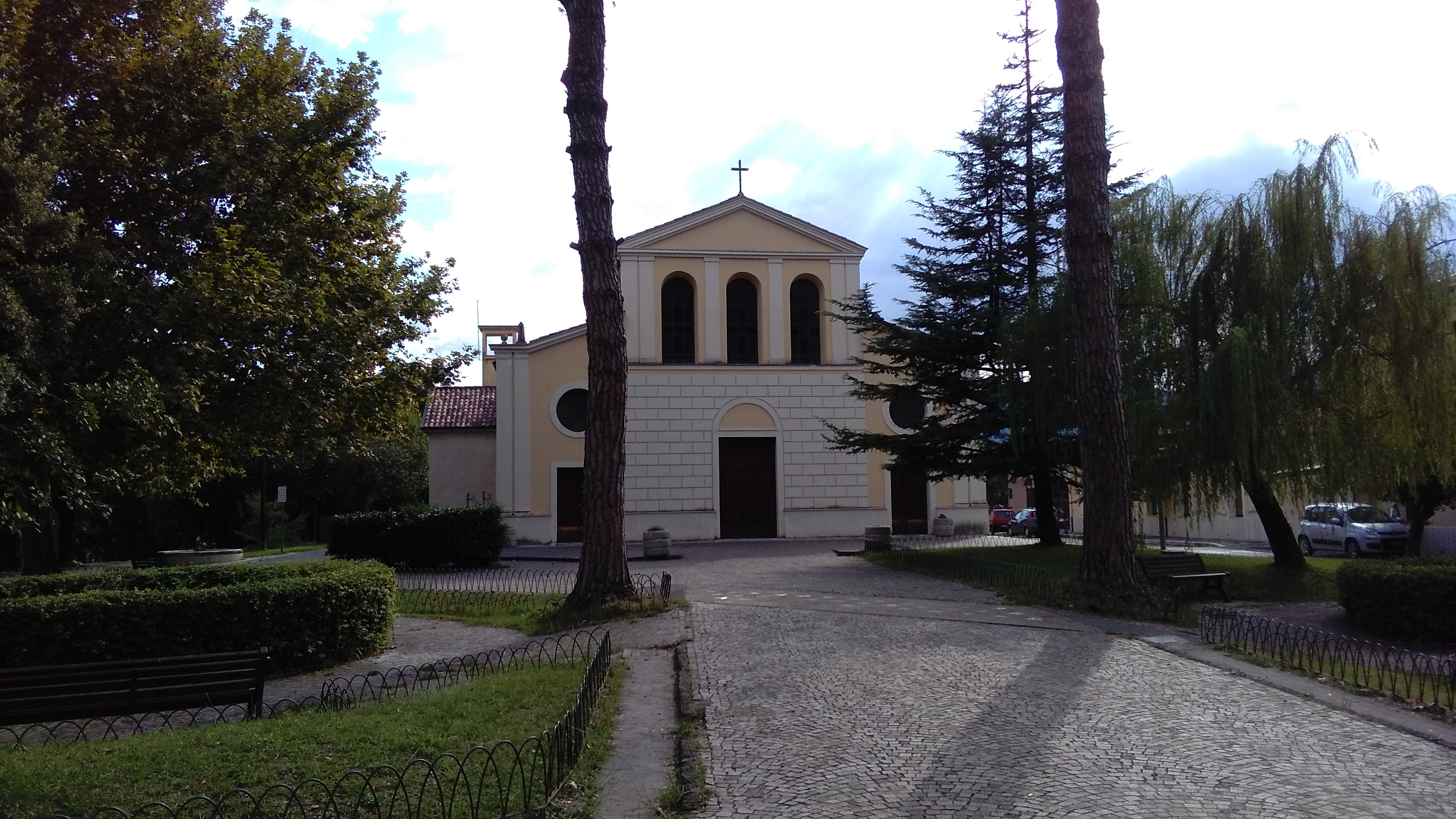
Chiesa di San Sebastiano

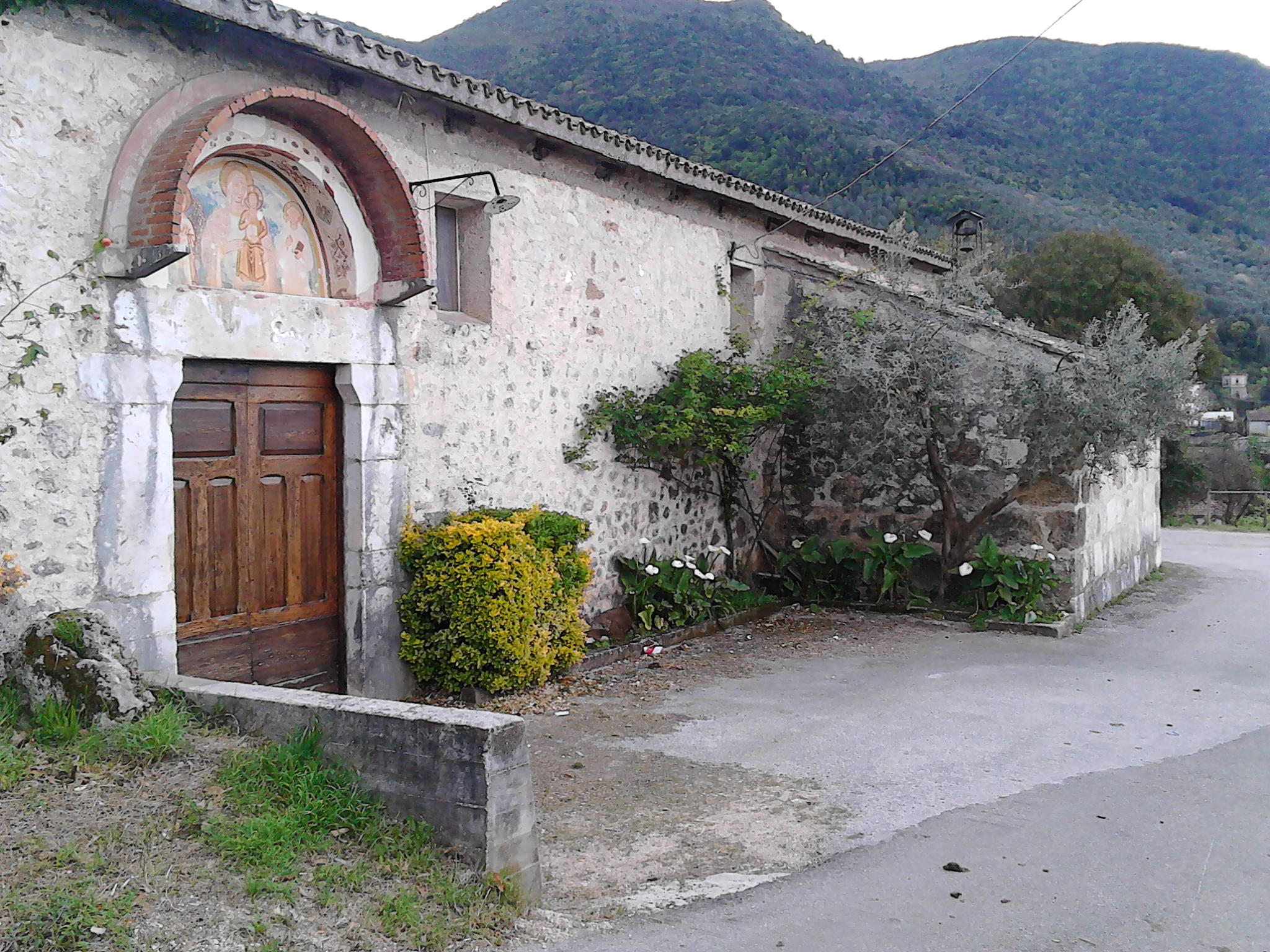
Chiesa di Santa Maria Maggiore

- Chiesa di Santa Maria la Nova (XIIII e XVIII secolo)
- Santuario di Casalucense (XIX secolo)
- Chiesa di San Sebastiano (XII sec.)
- Chiesa di Santa Maria dell'Ulivo (XVII sec.)
- Chiesa di Ognissanti (X sec.)
- Cappella di Madonna degli Angeli (XV sec. con affreschi settecenteschi)
- Chiesa di San Cataldo (X sec.) - ruderi
- Chiesa di San Pietro (XI sec.) - scavi archeologici
- Chiesa di Santa Maria Maggiore (X sec.)

## Società

### Evoluzione demografica
Abitanti censiti

### Religione
La popolazione professa per la maggior parte la religione cattolica e afferisce alla diocesi di Sora-Cassino-Aquino-Pontecorvo, ma fino all'anno 2014 faceva parte dell'abbazia territoriale di Montecassino. Vi sono un centinaio di Testimoni di Geova con relativo luogo di culto territoriale cassinate: Sala del Regno.

## Cultura

### Cucina

#### Vini DOC
Il territorio comunale è luogo di produzione di alcuni vini regolamentati dal disciplinare Atina DOC.

## Economia
Di seguito la tabella storica elaborata dall'Istat a tema Unità locali, intesa come numero di imprese attive, ed addetti, intesi come numero di addetti delle imprese locali attive (valori medi annui).
|                       | 2015                  |                              |                            |                |                       |                     | 2014                  |                | 2013                  |                |
| --------------------- | --------------------- | ---------------------------- | -------------------------- | -------------- | --------------------- | ------------------- | --------------------- | -------------- | --------------------- | -------------- |
|                       | Numero imprese attive | % Provinciale Imprese attive | % Regionale Imprese attive | Numero addetti | % Provinciale Addetti | % Regionale Addetti | Numero imprese attive | Numero addetti | Numero imprese attive | Numero addetti |
| Sant'Elia Fiumerapido | 302                   | 0,90%                        | 0,07%                      | 785            | 0,74%                 | 0,05%               | 312                   | 789            | 313                   | 840            |
| Frosinone             | 33 605                |                              | 7,38%                      | 106 578        |                       | 6,92%               | 34 015                | 107 546        | 35 081                | 111 529        |
| Lazio                 | 455 591               |                              |                            | 1 539 359      |                       |                     | 457 686               | 1 510 459      | 464 094               | 1 525 471      |

Nel 2015 le 302 imprese operanti nel territorio comunale, che rappresentavano lo 0,90% del totale provinciale (33 605 imprese attive), hanno occupato 785 addetti, lo 0,74% del dato provinciale; in media, ogni impresa nel 2015 ha occupato due addetti (2,60).

## Amministrazione

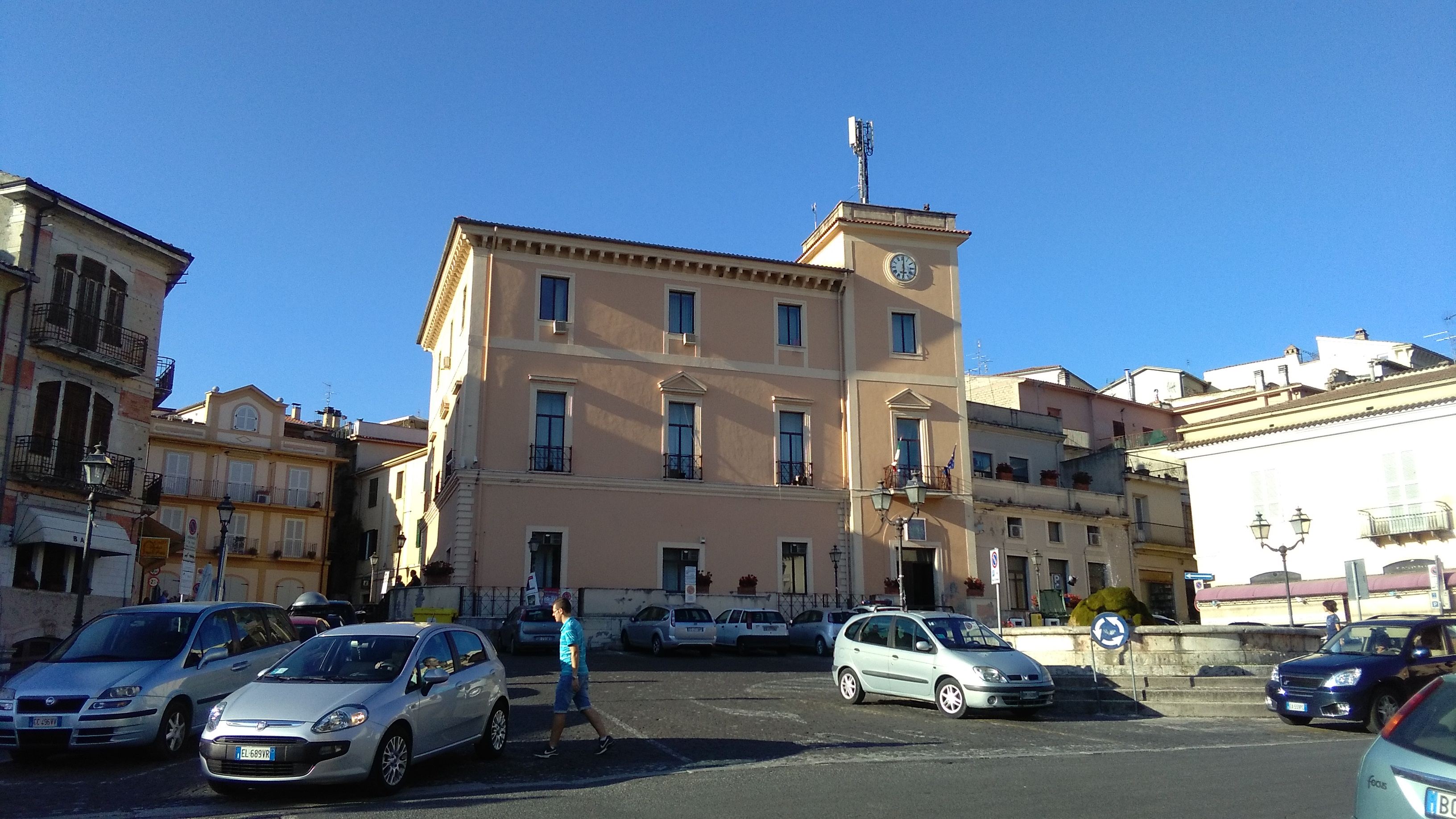
Palazzo Comunale

Nel 1927, a seguito del riordino delle circoscrizioni provinciali stabilito dal regio decreto n. 1 del 2 gennaio 1927, per volontà del governo fascista, quando venne istituita la provincia di Frosinone, Sant'Elia Fiumerapido passò dalla provincia di Caserta a quella di Frosinone.

### Altre informazioni amministrative
- Fa parte del G.A.L. Valle di Comino.
- Fa parte dell'Unione dei comuni delle Mainarde.

## Sport

### Pallavolo
- Assitec Volleyball Sant'Elia